# Sakmaracoleus
Sakmaracoleus – wymarły rodzaj chrząszczy z podrzędu Protocoleoptera i rodziny Permosynidae, obejmujący tylko jeden znany gatunek: Sakmaracoleus orenburgensis.
Rodzaj i gatunek typowy opisane zostały w 2013 roku przez Aleksandra Ponomarenkę. Opisu dokonano na podstawie pojedynczej skamieniałości lewej pokrywy pochodzącej z piętra wiatku w permie, odnalezionej na terenie rosyjskiego obwodu orenburskiego. Nazwa rodzajowa nawiązuje do rzeki Sakmary.
Chrząszcz ten miał wypukłą pokrywę o szerokości 1,7 mm i długości około 3,8 mm. Jej kształt był wydłużony, o prostej nasadzie i prawie równoległych bokach, w nasadowej ćwiartce zwężony ku ostremu wierzchołkowi. Pomiędzy czwartą i piątą żyłką nieskróconą biegły dwie żyłki skrócone, a pomiędzy drugą i trzecią nieskróconą biegła jedna żyłka skrócona, sięgająca nasadowej ⅓ pokrywy. Rząd przytarczkowy był niewyodrębniony. W środkowej części pokrywy biegło 11 rowków z małymi, zaokrąglonymi, nieregularnie rozstawionymi punktami, odsuniętymi od siebie o odległości znacznie większe niż ich średnice.